# Alexandra Jacobi
Pour les articles homonymes, voir Jacobi.
Aleksandra Nikolaïevna Soussokolova (russe : Александра Николаевна Сусоколова, 6 mai 1841 - 1er décembre 1918), plus connue comme Aleksandra Jacobi (russe : Александра Якоби), est une journaliste russe, traductrice et éditrice. Elle utilise le nom de plume Toliverova et, après son troisième mariage, écrit sous le nom de Pechkova-Toliverova.

## Biographie
Aleksandra Nikolaïevna Soussokolova naît le 6 mai 1841, à Iegorievsk, dans le gouvernement de Riazan, fille de Nikolaï Ivanovitch Soussokolov, un marchand, et Anna Ivanovna. Sa famille s'installe à Kazan peu après sa naissance où elle étudie à l'internat pour filles Jungwald puis au lycée de la ville. Après la fin de son mariage avec Vassili Tioufiaïev, un professeur à l'Institut de Kazan pour les filles de la noblesse, elle déménage à Saint-Pétersbourg en 1860. Elle s'éprend de Valery Jacobi, qui deviendra un peintre connu, et s'installe avec lui sans se marier, Elle adopte cependant "Jacobi" comme nom de plume. Le couple aura un fils, Valdimir.

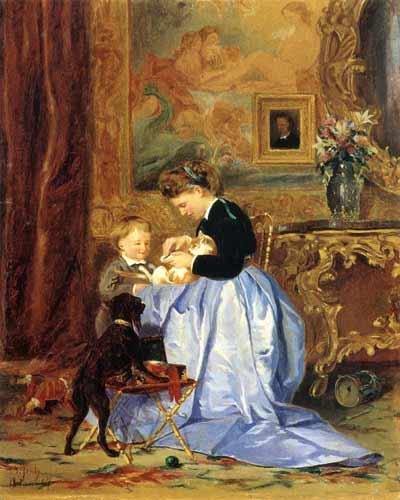
The Family of an Artist, 1867, peinture de Valery Jacobi (Alexandra et Vladimir Jacobi).

Jacobi devient membre active du mouvement pro-socialiste russe et l'une des premières féministes du pays. En 1866, elle part avec son partenaire en Italie et s'installe à Rome. Une année plus tard, elle rejoint les forces de Giuseppe Garibaldi et travaille pour le journal Golos en tant que correspondante russe. Plusieurs de ses ouvrages traitent de ses aventures apparemment extraordinaires en Italie, mais plus tard, il transparaîtra dans ses propres journaux et notes qu'elle a fortement romancé cette période de sa vie.
À son retour en Russie, Jacobi poursuit une carrière réussie dans le journalisme et contribue régulièrement au journaux Molva, Birjevye Vedomosti, Nedelia and Novoïe Vremia. Elle écrit des mémoires sur Garibaldi, Franz Liszt et Fiodor Dostoïevski, entre autres, traduit de nombreux contes de George Sand en russe et devient la première traductrice des poèmes de Mikhail Lermontov et Nikolaï Nekrassov en italien.
Elle est surtout connue en Russie en tant qu'éditrice et rédactrice en chef du magazine pour enfants Igrouchetchka (Игрушечка, Petit Jouet, 1887-1910) qui attire de nombreuses célébrités, notamment Léon Tolstoï, Dmitri Mamine-Sibiriak ou Nikolaï Leskov. Bien que contributeur actif, ce dernier a fait quelques remarques cinglantes (bien que dans une correspondance privée) concernant cette publication :  « ... des ordures à l'ancienne, hors de propos... et hypocrites ». Maxime Gorki et Korneï Tchoukovski figurent également parmi les détracteurs, mais Anatoly Kony, un avocat russe renommé de l'époque, félicite Igrouchetchka pour la qualité de son langage, de ses traductions et ses brillantes biographies (sur Alfred Tennyson, Robert Fulton, George Stephenson, James Watt, Carl Linnaeus et Niccolò Paganini parmi tant d'autres), source de connaissances pour le jeune lectorat.
Jacobi publie trois autres journaux Na Pomochtch Materiam (На помощь матерям, Aider les mères, 1894-1904), Jenskoïe Delo (Женское дело, La cause des Femmes, 1899-1900) et Krasnye Zori (Красные зори, Lever du soleil rouge, 1911-1912). 
Elle meurt des suites d'une pneumonie le 1er décembre 1918 à Petrograd en URSS.